# Undulambia
Undulambia é um gênero de mariposa pertencente à família Crambidae.